# Parti démocratique dahoméen
De Parti démocratiqe dahoméen (Nederlands: Democratische Partij van Dahomey) was van 1963 tot 1965 de enige toegelaten partij in Dahomey, het latere Benin.
De partij ontstond na de staatsgreep van 1963 die een einde maakte aan het dictatoriale bewind van Hubert Maga en werd opgericht door Sourou Migan Apithy en Justin Ahomadegbé-Tomêtin. Ahomadegbé was in het verleden de grote tegenstrever van Maga. Apithy diende als vicepresident onder Maga en werd in 1964, nadat het tijdelijke militaire bewind de macht had overgedragen, president van Dahomey. Ahomadegbé werd daarop aangesteld als vicepresident. Tussen president en vicepresident traden spanningen aan het licht die dusdanig opliepen dat het leger in 1965 tot twee militaire staatsgrepen om de orde te herstellen. Bij de eerste staatsgreep werd besloten om naast de PDD nog twee andere partijen op te richten om zo tot een stabieler regime te komen. Bij de tweede staatsgreep in december 1965 maakte het leger echter een einde aan de burgerlijke regering en men stelde een militaire regering aan met kolonel Christophe Soglo. Soglo verbood daarop alle partijpolitieke activiteiten.
In de jaren tachtig was er Parti démocratique dahoméen, een illegale politieke partij die ageerde tegen het bewind van president Matthieu Kérékou.

## Verwijzingen
1. 1 2  S. Decalo: Historical Dictionary of Benin, Scarecrow Press, Inc. Lanham MD / Londen V.K. 1995, p. 277